# Dorotheum
Dorotheum ( [ˌdoːʀoˈteːʊm] ?) er Centraleuropas og det tysksprogede Europas største auktionshus for kunst, kunsthåndværk og kunstindustri. Det ligger i Dorotheergasse i Wien. Dorotheum driver tillige forretning med salg af kunstgenstande og pantelånervirksomhed. 
Dorotheum blev oprettet i 1707 og var indtil 2000 en statslig virksomhed. Efter privatisering er Dorotheum ekspanderet, dels i Østrig, dels med afdelinger i Prag, Bruxelles, Düsseldorf, München, Milano og Rom.
Dorotheum har ca. 530 medarbejdere, heraf 100 kunsteksperter. Dorotheum afholder ca. 600 auktioner årligt.
Dorotheum spillede i årene 1938 – 1945, da Østrig var en del af det nazistiske Tyskland, en lidet flatterende rolle i forbindelse med salg af kunstgenstande konfiskeret fra jøder. I 2006 offentliggjorde Dorotheum en undersøgelse af denne periode og undskyldte over for ofrene. 

## Ekstern ressource
Dorotheums hjemmeside Arkiveret 5. april 2007 hos  Wayback Machine
48°12′22″N 16°22′06″Ø / 48.20611°N 16.36833°Ø